# Карчахбюр
Карчахбюр (арм. Կարճաղբյուր) — село в Гегаркуникской области Армении.

## География
Село расположено в южной части марза, на юго-восточном берегу озера Севан, при автодороге , на расстоянии 60 километров к юго-востоку от города Гавар, административного центра области. Абсолютная высота — 1950 метров над уровнем моря.

### Климат
Климат характеризуется как умеренно холодный, влажный (Dfb в классификации климатов Кёппена). Среднегодовая температура воздуха составляет +5,6 °C. Средняя температура самого холодного месяца (января) составляет −6,6 °С, самого жаркого месяца (августа) — +17,1 °С. Расчётная многолетняя норма атмосферных осадков — 981 мм. Наибольшее количество осадков выпадает в июне (121 мм).

## Население
Численность постоянного населения по состоянию на 1 января 2024 года составляла 2017 человек.
| Год переписи | Население          | Население          | Население          | Население            | Население            | Население            |
| Год переписи | Наличное население | Наличное население | Наличное население | Постоянное население | Постоянное население | Постоянное население |
| Год переписи | Всего              | Мужчины            | Женщины            | Всего                | Мужчины              | Женщины              |
| ------------ | ------------------ | ------------------ | ------------------ | -------------------- | -------------------- | -------------------- |
| 2001         | 2291               | 1168               | 1123               | 2299                 | 1177                 | 1122                 |
| 2011         | 2263               | 1134               | 1129               | 2337                 | 1186                 | 1151                 |

| Год  | Численность | Численность |
| ---- | ----------- | ----------- |
| 1830 | 180         | [ 8 ]       |
| 1897 | 923         | [ 8 ]       |
| 1926 | 1433        | [ 8 ]       |
| 1939 | 1909        | [ 8 ]       |
| 1959 | 1892        | [ 8 ]       |
| 1970 | 2308        | [ 8 ]       |
| 1979 | 2116        | [ 8 ]       |
| 1989 | 1970        | [ 9 ]       |
| 2001 | 2299        | [ 8 ]       |
| 2011 | 2337        | [ 10 ]      |